# Acraea machequena
Acraea machequena är en fjärilsart som beskrevs av Grose-smith 1887. Acraea machequena ingår i släktet Acraea och familjen praktfjärilar. Inga underarter finns listade i Catalogue of Life.